# Fiat G.50
Il Fiat G.50 "Freccia" fu un aereo da caccia, monomotore monoplano monoposto ad ala bassa sviluppato dall'azienda italiana Fiat Aviazione negli anni trenta e prodotto sia dalla stessa che dalla sua controllata Costruzioni Meccaniche Aeronautiche S.A. (CMASA).
Primo monoplano monoposto da caccia italiano interamente metallico, con carrello retrattile e abitacolo chiuso, volò per la prima volta nel febbraio 1937 e l'anno dopo entrò in servizio nella Regia Aeronautica. Fu impiegato dall'Aviazione Legionaria durante la guerra civile spagnola. Seppure poco potente e poco armato, era estremamente maneggevole, una caratteristica comune ai caccia italiani del tempo. Trovò impiego anche all'estero, nella forza aerea croata. 35 esemplari vennero ceduti alla Finlandia, dove, sotto le insegne della Suomen ilmavoimat, la forza aerea finlandese, il monoplano della Fiat ottenne i maggiori successi (99 vittorie aeree confermate) con un rateo vittorie/perdite di 33 a 1.

## Storia del progetto

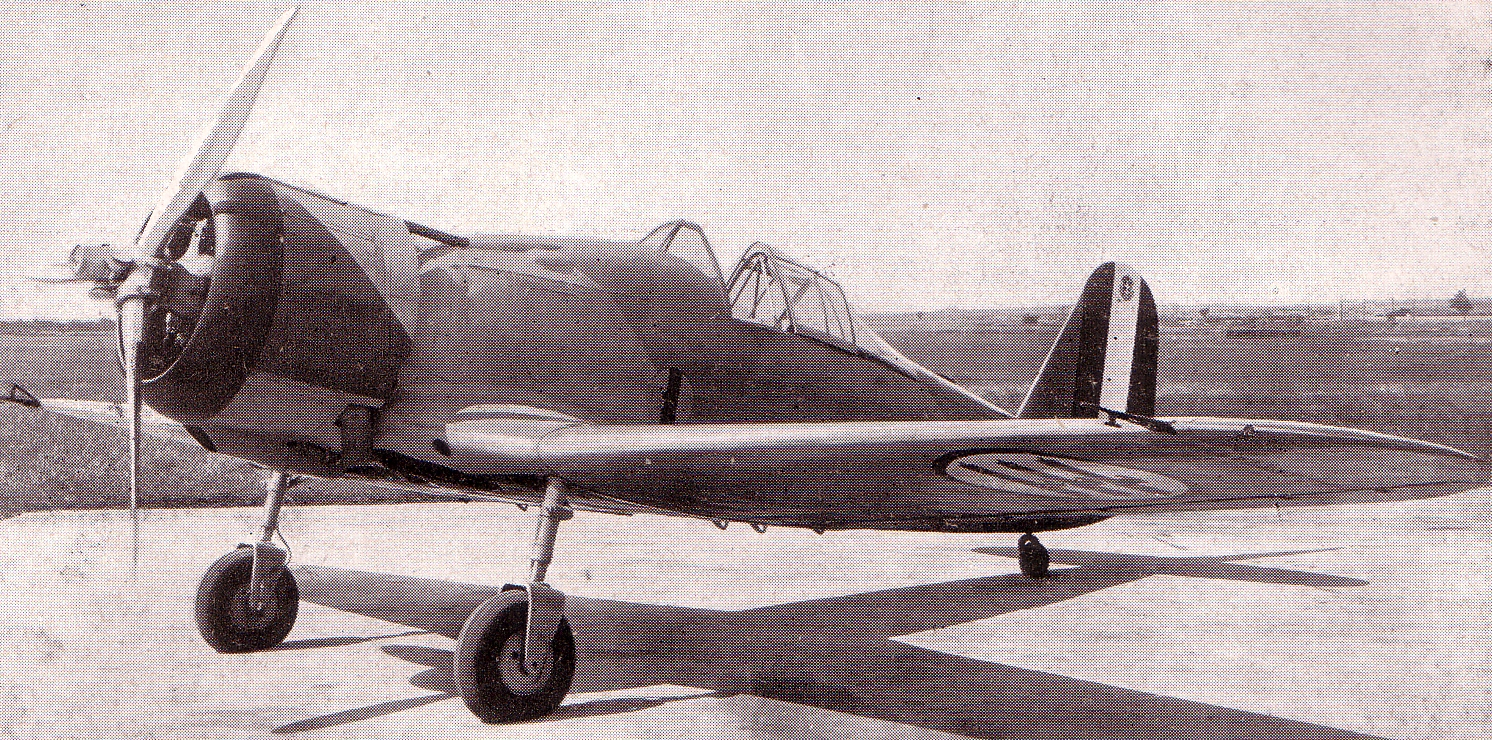
Fiat G.50

Progettato dall'ingegner Giuseppe Gabrielli a partire dall'aprile 1935. Il progetto di massima venne completato nel settembre dello stesso anno, ma venne sottoposto a radicali modifiche per meglio venire incontro alle richieste della Regia Aeronautica.
Le specifiche iniziali prevedevano infatti anche l'impiego come assaltatore; per questo era prevista una stiva bombe interna, e un armamento di lancio particolarmente pesante comprendente armi da 20 mm; quando successivamente il concorso si orientò verso un caccia puro il progettista si trovò all'alternativa tra riprogettare tutto o adattare l'esistente accettando delle penalizzazioni in tema di peso e aerodinamica. Fu scelta quest'ultima strada, per motivi di tempo.
Il primo prototipo, l'MM.334, venne realizzato dalla CMASA e volò per la prima volta il 26 febbraio 1937, ai comandi del pilota collaudatore Giovanni De Briganti, diventando il primo dei caccia monoplani del concorso indetto nel 1936 per l'ammodernamento della linea di volo nell'ambito del Progetto R.
Monoplano con ala bassa a sbalzo, con le sole superfici di governo rivestite in tela. "Era caratterizzato da una robusta struttura completamente metallica, e fu il nostro primo caccia a carrello retrattile" (Giorgio Bignozzi, Aerei d'Italia Milano Edizioni E.C.A. 2000). In particolare, le gambe anteriori del carrello erano retrattili verso l'interno mentre aveva il ruotino di coda fisso. Particolarmente maneggevole per essere un monoplano, il G.50 aveva una velocità superiore al biplano Fiat C.R.42 di soli 33 km/h, e gli era pari per armamento. Forse la migliore caratteristica del progetto era l'eccezionale robustezza della cellula, che ne favorì l'impiego come assaltatore quando, durante la seconda guerra mondiale, venne surclassato come caccia. Motorizzato con l'affidabile motore radiale Fiat A.74 RC.38 capace di una Potenza nominale di 840 CV (618 kW), costruzione su licenza dello statunitense Pratt & Whitney R-1830-64 di analoga potenza, condivideva questo propulsore con molti progetti coevi, fra cui appunto l'M.C.200, il C.R.42 ed altri velivoli.
Subito emerse la tendenza del velivolo all'autorotazione, problema che lo accomunava al M.C.200, e che non venne risolto nemmeno nei primi esemplari di serie.
"Il Fiat G.50 - ricorda Luigi Gorrini, uno dei grandi assi della Regia Aeronautica, con 19 abbattimenti, in un'intervista con il giornalista Andrea Benzi - era un monoplano, molto "da naso". Ha fatto molte vittime e quando è uscito era già abbondantemente superato. Una macchina strana, dovevi stare molto attento in fase di decollo e di atterraggio".
Tra i caccia destinati al concorso, M.C.200, Caproni Vizzola F.5, Reggiane Re.2000, IMAM Ro.51 e AUT 18 (quest'ultimo presentato con ritardo), il G.50 non era tra i progetti più validi, e forse, dopo il Ro.51, che presentava ancora un carrello fisso, era il più superato. Ma considerazioni che esulavano dalla reale validità dei progetti (i confronti e le valutazioni dei collaudatori avevano un valore puramente indicativo per il Ministero dell'aeronautica) e da una razionale pianificazione della costruzione di aerei militari fecero sì che lo stato maggiore dell'Regia Aeronautica non scartasse il G.50. Così, se il vincitore del concorso risultò essere il Macchi M.C.200 (con l'esclusione dell Re.2000 che se pur avanzato ebbe problemi al motore che non furono mai risolti, e degli altri progetti "minori"), anche la Fiat ebbe il suo ordinativo per il G.50, caratterizzato da certa rapidità di realizzazione, superiore a quella del caccia Macchi (ma comunque inferiore a quella del Reggiane).
I due prototipi e i primi 45 velivoli di serie avevano un abitacolo chiuso, con struttura anticappottamento, come da specifica ministeriale. Questa soluzione, comune anche al caccia Macchi, venne abbandonata per le difficoltà incontrate, in fase di sperimentazione, nell'apertura del tettuccio in volo una volta superata una certa velocità, con conseguente pericolo in caso di necessità di abbandonare l'aereo. Anziché trovare una soluzione tecnica al problema fu preferito rimuovere il tettuccio chiuso dai due caccia, sostituendolo in alcune versioni con pannelli laterali trasparenti. La cordiale insofferenza del pilota italiano all'abitacolo chiuso influenzò solo in minima parte una scelta derivata più dal difetto originale del progetto.
A partire dal 46º esemplare venne quindi introdotto l'abitacolo aperto, inoltre furono adottati ipersostentatori modificati, impennaggi verticali ridisegnati. Di questa prima versione ne vennero realizzati 206 esemplari costruiti dalla CMASA e 6 dalla Fiat.
All'inizio del 1938, la Regia Aeronautica chiese alla Fiat la realizzazione di un modello biposto da addestramento, per facilitare il passaggio a questo monoplano, dal pilotaggio non semplice, dai biplani. L'allievo sedeva nel posto anteriore, in un abitacolo completamente chiuso, dotato di due roll-bar, uno centrale anti-cappottamento e uno posteriore di supporto. I primi esemplari di questo modello, denominato Fiat G.50/B (Bicomando Bc.), vennero realizzati nella seconda metà del 1939. I primi cinque esemplari facevano parte della 1ª serie costruttiva. La successiva produzione venne affidata alla C.M.A.S.A. Il numero degli esemplari prodotti ammontò a 106. Un esemplare venne in seguito trasformato in ricognitore equipaggiato con macchina fotografica planimetrica. Un altro G.50/B venne adattato a ricognitore a breve raggio e dotato di gancio di arresto, per il previsto impiego sulla portaerei Aquila, che non divenne mai operativa.- Il modello prescelto come versione navalizzata era identificato come Fiat G.50 bis A/N. Il gancio di arresto originariamente era realizzato in lega leggera, ma le prove condotte a Guidonia dettero esito pessimo: il gancio si rompeva regolarmente. Fu quindi sostituito con uno in lamiera piegata e sagomata. L'armamento previsto per la versione navalizzata consisteva in 4 mitragliatrici da 12,7 mm. L'unico prototipo predisposto, usato per le prove in volo a prima volta il 3 ottobre 1942, pesava a vuoto 2.130 Kg., aveva velocità massima di 423 Km/h. ed una autonomia valutata in 1.000 Km.

## Impiego operativo
I primi "Freccia" operativi furono consegnati alla Regia Aeronautica nel 1939. Durante la Guerra Civile Spagnola, circa una dozzina di G.50 furono inviati in Spagna a rinforzare la Aviazione Legionaria. I "Freccia" prestarono servizio nel 27° Grupo de Caza dell'Ejercito de l'Aire. Il caccia italiano si dimostrò estremamente manovrabile, era uno dei migliori caccia, tuttavia quando la seconda guerra mondiale iniziò, era considerato sottopotenziato e poco armato.
Il pilota italiano di Fiat G.50 con il maggior numero di abbattimenti fu Furio Lauri, al quale ne furono accreditati 11 entro la fine del 1941 (il suo totale fu di 18 vittorie aeree).

### Spagna
Le consegne dei G.50 cominciarono nel 1938, e dodici velivoli di preserie vennero inviati in Spagna per una valutazione "realistica" in condizioni operative. Schierati sul campo di Escalona ricevettero le insegne dell'Aviacion Legionaria, e lo stemma con l'asso di bastoni del XXIII Gruppo Caccia (23º Gruppo) (pur appartenendo a un reparto sperimentale). Non risulta che vi fu una vera e propria attività operativa, e nessun velivolo venne perso in azione (eccetto uno al momento della consegna, per cause tecniche). Al termine delle ostilità gli apparecchi vennero ceduti alla Spagna, che li destinò all'addestramento, assegnandoli alla Escuela de Caza. In seguito i G.50 spagnoli furono trasferiti nelle basi del Marocco, dove restarono fino al 1943.

### Italia

#### Regia Aeronautica
Le prime unità operative della "Regia" su G.50 furono le squadriglie del 51º Stormo Caccia, in formazione sui gruppi XX (20º Gruppo) e XXI (21º Gruppo) nell'ottobre-novembre del 1939.

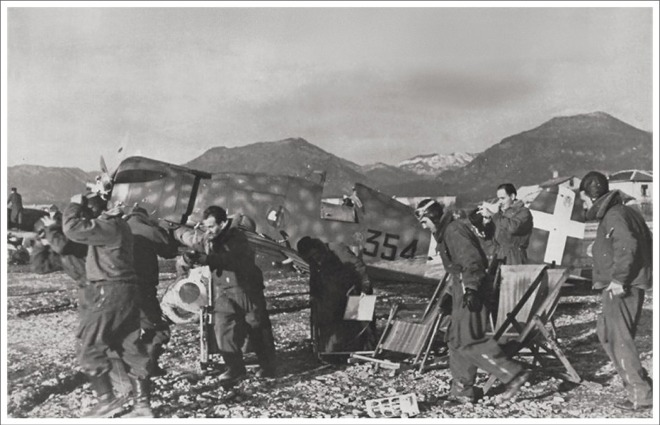
Dei FIAT G.50 II serie 354a Sq., 24º Gruppo Aut. C.T. in allarme sul campo di Caltanissetta nel 1941.

All'entrata in guerra dell'Italia i G.50 disponibili erano 118 operanti col 51º e con parte del 52º Stormo. E furono proprio i "Freccia" del 52°, basato a Pontedera e Sarzana, a compiere le prime missioni di guerra con le insegne della Regia Aeronautica, svolgendo ricognizioni sul Mar Tirreno.

Il problema della scarsa autonomia veniva nel frattempo risolto con la versione G.50bis, che volò per la prima volta nel settembre 1940.

Nell'estate 1943, durante le fasi iniziali dell'invasione alleata della Sicilia, il G.50 fu l'aereo impiegato in maggior numero dalla Regia Aeronautica per contrastare gli sbarchi.
Subito prima dell'invasione, la Regia Aeronautica trasferì in Italia Meridionale il 50º Stormo Assalto, un'unità specializzata di attacco al suolo, equipaggiato con il Fiat G.50bis caccia-bombardiere. Quando l'invasione iniziò, il 10 luglio 1943, altre unità vennero inviate nell'area. Ben 45 Fiat G.50bis dei 158º e 159º Gruppi Assalto, da Pistoia. vennero impegnati - insieme ad altre unità italiane e tedesche - per attaccare navi, mezzi da sbarco e teste di ponte sulle coste siciliane. Intercettati da imponenti formazioni di caccia nemici, però, i G.50 subirono perdite pesanti, tra le quali, quella dello stesso comandante del 5º Stormo Assalto, il tenente colonnello Guido Nobili.

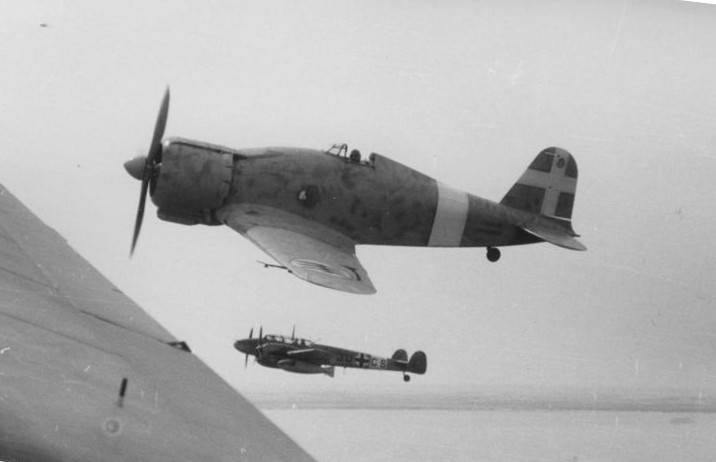
Fiat G.50 in volo sul Nordafrica in formazione con un Messerschmitt Bf 110, 1941.

#### Battaglia d'Inghilterra
Nel settembre 1940, il 20º Gruppo del 52º Stormo, comandato dal maggiore pilota Mario Bonzano e costituito dalle Squadriglie 351ª, 352ª e 353ª, per una dotazione complessiva di 48 Fiat G.50, venne assegnato al Corpo Aereo Italiano. Di stanza in Belgio, questi era un corpo di spedizione della Regia Aeronautica destinato ad operare in supporto alla Luftwaffe nella Battaglia d'Inghilterra, che schierava bombardieri e ricognitori e, come caccia di scorta, oltre ai G.50, anche i Fiat C.R.42. L'impiego dei monoplani Fiat venne però limitato dalla ridotta autonomia, dalla bassa velocità, dalle scarse capacità di salita, dagli abitacoli aperti (vi furono molti casi di congelamento). Nel pomeriggio dell’8 novembre, 22 G.50 condussero una perlustrazione offensiva tra Dungeness, Folkestone, Canterbury e Margate e riportarono un “combattimento con quattro caccia della RAF”. Comunque nessuna delle due parti rivendicò alcun abbattimento.
La scarsa autonomia del monoplano Fiat fece sì che i compiti di scorta dei bombardieri Fiat B.R.20 venissero quindi sostenuti dai soli biplani Fiat C.R.42.
All'inizio del gennaio 1941, il C.A.I. venne rimpatriato, ma il 20º Gruppo su G.50 restò in Belgio alle dipendenze della Luftflotte 2, fino a metà aprile, per crociere di vigilanza e partenze su allarme. Con il C.A.I. i Fiat svolsero 429 missioni-velivoli, 34 scorte e 26 partenze su allarme, ma dopo l'8 novembre 1940 non riuscirono più a ingaggiare combattimento con gli aerei nemici. Tuttavia un G.50 venne perso e altri sette restarono danneggiati. Durante il periodo di servizio con la Luftflotte 2, il 20º Gruppo perse altri quattro aerei, con la morte di due piloti, mentre due aerei vennero gravemente danneggiati da caccia tedeschi e dalla contraerea.

#### Grecia

Livio Bassi sul suo Fiat G.50 "Freccia", che fu abbattuto in Grecia il 20 febbraio 1941.

Uno scacchiere di notevole impegno per il Fiat G.50 fu quello balcanico a partire dal 28 ottobre 1940, giorno di inizio della Campagna italiana di Grecia. Ottanta (una sessantina, secondo altri autori) dei 92 monoplani ad ala bassa a sbalzo schierati dalla Regia Aeronautica erano proprio "Frecce". Essi erano 48 G.50 della I serie, con piccole modifiche strumentali, del 24º Gruppo (XXIV Gruppo), con le Squadriglie 354ª e 355ª, basato a Berat, e il 54º Gruppo, con le Squadriglie 361ª e 395ª, basato a Devoli. Sull'aeroporto di Bari-Grottaglie era invece basato il 2º Gruppo volo, del Maggiore Giuseppe Baylon (Squadriglie 150ª e 152ª) con circa 12 monoplani Fiat e C.R.32.
Sui Balcani il G.50 operò con un certo successo. Nelle prime fasi del conflitto, il monoplano Fiat riportò diversi successi contro il biplano britannico Gloster Gladiator.
La più importante giornata di combattimento fu quella del 20 febbraio 1941. I piloti italiani decollarono su allarme per intercettare una squadriglia di 16 bombardieri Bristol Blenheim, appartenenti a 84, 30 e 211 Squadron della Royal Air Force, scortati da sei caccia Hawker Hurricane dell'80 Squadron, sui cieli dell'Albania meridionale. Quando il tenente Alfredo Fusco della 361ª Squadriglia, suo ex collega di corso in Accademia, venne circondato da sei caccia Hawker Hurricane inglesi, tra cui quello pilotato dall'asso Marmaduke Pattle, il tenente Livio Bassi accorse in suo aiuto. Nello scontro che ne seguì colpì due Hurricane, che gli vennero accreditati come abbattuti, ma l'aereo di Fusco, colpito ripetutamente, esplodeva in volo, uccidendo il pilota sul colpo. Ferito a sua volta dai piloti britannici, Livio Bassi riuscì a disimpegnarsi e tentò di compiere un atterraggio di fortuna sul campo di Berat, ma il suo aereo si rovesciò prendendo fuoco ed egli riportò gravi ustioni. Con le due vittorie aeree attribuitegli in quel combattimento, Livio Bassi raggiunse un totale di sei abbattimenti, numero sufficiente a fargli conseguire la qualifica di asso dell'aviazione. A entrambi gli sfortunati aviatori fu conferita la Medaglia d'oro al valor militare alla memoria. Ad Alfredo Fusco è stato intitolato il 6º Stormo da interdizione dell'Aeronautica Militare operativo con il velivolo Panavia Tornado attualmente con sede presso l'aeroporto di Brescia-Ghedi. A Livio Bassi è stato intitolato nel 1949 il vecchio aeroporto militare di Chinisia nei pressi di Trapani, poi in disuso e, dal 1961, il nuovo aeroporto militare di Trapani-Birgi sede del 37º Stormo.
Sempre il 20 febbraio, nel pomeriggio, 15 G.50 ingaggiarono combattimento con una grande formazione mista di Gloster Gladiator della RAF e di PZL P.24 greci, abbattendo dieci aerei nemici a fronte della perdita di un solo G.50.
Quando, però, ai reparti britannici di stanza nell'area iniziarono ad arrivare i più veloci e potenti Hawker Hurricane, la lotta si fece più aspra.
Il 4 marzo 1941, la RAF dichiarò di aver decimato il contingente di G.50 presente in Grecia, rivendicando l'abbattimento di sette G.50, più quattro probabili e quattro danneggiati (oltre a tre C.R.42 distrutti e uno probabile). L'asso Marmaduke Pattle dichiarò di aver abbattuto tre caccia nemici Fiat G.50bis del 24º Gruppo C.T.
Secondo altre fonti l'asso sudafricano "Pat" Pattle rivendicò l'abbattimento di un Fiat G.50bis.
Quel giorno, in realtà, sei G.50bis di scorta alle navi da guerra Augusto Riboty e Andromeda e tre MAS, al largo della costa di Valona, attaccarono 10 Hurricane, abbattendo in fiamme l'Hurricane V7801 pilotato dal Warrant Officer Harry J. Goodchild DFM (RAF No. 517435), che rimase ucciso. Ed anche il gregario di Marmaduke "Pat" Pattle, Nigel "Ape" Cullen, un altro asso, australiano, (con 15 abbattimenti accreditati), veniva attaccato da un "Freccia" che lo faceva precipitare a nord di Himare.
Il 4 marzo la Regia non perse alcun G.50. Le sue perdite complessive ammontarono a due soli Fiat C.R.42, a fronte dei due Hurricane abbattuti.
Nell'intera Campagna greca, le perdite complessive di G.50 ammontarono a circa dieci esemplari, alcuni abbattuti, altri andati distrutti in incidenti o bombardamenti.

##### Nordafrica

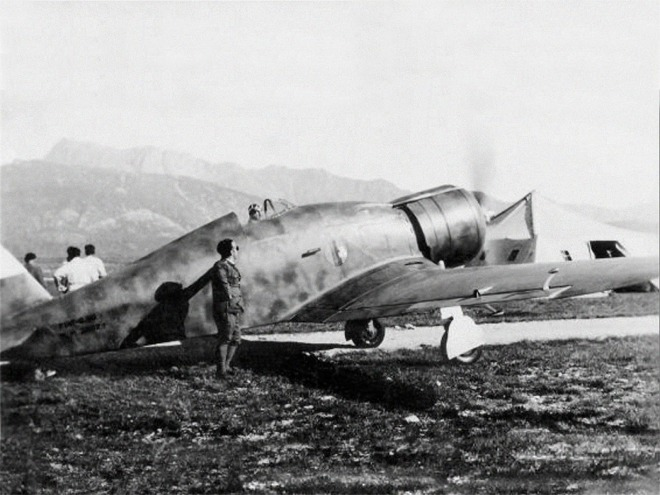
FIAT G.50 IV SERIE MM.3602 CMASA

Anche in Africa settentrionale il Freccia operò intensamente. I primi 27 G.50 - appartenenti alle Squadriglie 150ª e 152ª del 2º Gruppo Autonomo C.T. - arrivarono in Libia il 27 dicembre 1940, dagli aeroporti di Brindisi e Grottaglie. Essi ebbero il primo scontro a fuoco con il nemico il 9 gennaio 1941. Quel giorno, il capitano Pilota Tullio De Prato, Comandante della 150ª Squadriglia veniva attaccato, sulla linea del fronte, da un Hawker Hurricane Mk.I che danneggiava il suo "Freccia", costringendolo a un rovinoso atterraggio forzato, in pieno deserto. In seguito i G.50 - che operarono intensamente in Nordafrica, soprattutto nel corso del 1941, quando se ne ebbero da un minimo di 20 a un massimo di 80 in ottobre - riuscirono, a volte, a prevalere sull'Hawker Hurricane, più veloce e meglio armato. Il 2 febbraio 1941, una nuova unità, il 155º Gruppo Autonomo C.T., composto dalla 151ª, 360ª e 378ª Squadriglia, comandato dal Maggiore pilota Luigi Bianchi, arrivava in Libia, con 31 monoplani Fiat nuovi di zecca. Il 27 maggio 1941, il 20º Gruppo fu rinforzato dalla 351ª Squadriglia (la 151 confluirà nel 155 gruppo), equipaggiata con il nuovo Fiat G.50bis. Sebbene coinvolti nella caotica ritirata dal Regio Esercito dell'inverno 1940-41, riuscirono a ingaggiare combattimento con il nemico. Una delle prime vittorie aeree si ebbe il 9 aprile 1941, quando il tenente pilota Carlo Cugnasca, attaccava tre Hurricanes Mk I del No. 73 RAF Squadron, rivendicando l'abbattimento di un caccia Hawker. Questa vittoria, tuttavia, non fu confermata. La mattina del 14 aprile 1941, su Tobruk, ancora il tenente Carlo Cugnasca e il Maresciallo Angelo Marinelli, della 151ª Squadriglia, intercettavano gli Hawker Hurricane che stavano attaccando gli Stukas tedeschi e italiani in azione sulla baia. I due piloti della Regia Aeronautica attaccavano lo Hurricane Mk.I V7553 "TP-E" pilotato dal Flight Sergeant Herbert Garth Webster (RAF No. 519739), che stava inseguendo uno Stuka e - alle 07.43 - lo abbattevano in fiamme
 ma venivano a loro volta abbattuti dal Flight Lieutenant James Duncan ‘Smudger’ Smith (P2652), accorso in aiuto di Webster. Immediatamente dopo, però, lo stesso Smith veniva abbattuto e ucciso dal comandante della 151ª Squadriglia, il Capitano Angelo Fanello, che era tornato indietro alla ricerca di Cugnasca e Marinelli.
Il 26 giugno 1941 una dozzina di G.50 incapparono per la prima volta, in Africa, in un nuovo sistema di difesa britannico. Mentre mitragliavano Sidi El Barrani, la contraerea britannica sparava verso l'alto cavi d'acciaio, frenati nella caduta da piccoli paracadute. Il FIAT del tenente Giuseppe Vitali rimase impigliato in uno di questi cavi, che danneggiarono i piani di coda del "Freccia", ma il pilota riuscì a rientrare alla base. 

E proprio su un altro "Freccia", pochi giorni dopo, otteneva la sua prima vittoria, il capitano Furio Niclot Doglio, detentore, prima della guerra, di ben nove record mondiali di volo a motore e asso della Regia Aeronautica con sette abbattimenti. Il 30 giugno 1941, Niclot Doglio guidava altri G.50 del 20º Gruppo, di scorta a Stuka inviati a bombardare un convoglio inglese al largo di Ras Azzas. Tre Hurricane di protezione al convoglio si lanciarono sugli Ju 87, ma Niclot attaccava i caccia britannici abbattendone uno e mitragliando gli altri due. Per questa azione gli fu conferita una Medaglia di Bronzo al Valor Militare "sul campo".
Il G.50 fu uno dei pochissimi aerei nella storia della Regia Aeronautica a poter vantare l'abbattimento multiplo di aerei nemici nel corso di una stessa missione. La sera del 9 luglio 1941, il Sergente Maggiore Aldo Buvoli, della 378ª Squadriglia, 155º Gruppo Autonomo, decollava da Castel Benito per pattugliare l'area sul porto di Tripoli. Buvoli notò delle esplosioni sul porto e subito dopo avvistava una formazione di sei o sette Bristol Blenheim del Bomber Squadron 110 che stava attaccando a bassa quota il naviglio nel porto. Buvoli si lanciava in picchiata sugli attaccanti, inseguiti già da due biplani Fiat CR.42 del 151º Gruppo, sparando in successione, ad ognuno di loro. 

Buvoli centrò l'aereo dello Squadron Leader W.C. Searle che ammarò. Quello del Sergeant W.H. Twist cadde in mare a poche miglia a nord di Tripoli. Gli aerei del Flight Lieutenant M.F. Poitier e del Pilot Officer W.H. Lowe non rientrarono mai alla base di Luqa, da cui erano decollati. Per questa impresa, a Buvoli venne assegnata la Medaglia d'Argento al Valor Militare ed in seguito fu riconosciuto l'abbattimento di quattro aerei, avendo il 110 Squadron perso, nella stessa notte, un simile numero di Blenheims IV nella loro prima missione da quando erano giunti a Malta dal Regno Unito, in quello stesso luglio.
Buvoli, promosso "maresciallo", ottenne altre due vittorie aeree (per un totale di sei), prima di essere a sua volta abbattuto - e catturato - il 23 giugno 1942. Il suo abbattitore fu il Flying Officer Wally McLeod del 603 Squadron che colpì il Macchi M.C.202 di Buvoli, nel cielo di Malta, subito dopo che questi aveva abbattuto lo Spitfire BR385 del Flying officer Mitchell, la sua sesta ed ultima "vittima" della guerra.
Una versione appositamente studiata per l'assalto, il G.50bis A, dotata di una maggior apertura alare e di un armamento più pesante attraverso l'inserimento di due tronchi d'ala aggiuntivo alla radice delle semiali, ospitanti ciascuno una mitragliatrice da 12,7 mm, non fu riprodotta in grande serie.
Ma nel ruolo di assaltatore venne impiegato attivamente fino a tutta la prima metà del 1943. Le ultime missioni operative dei G.50 assalto in Africa furono quelle della 368ª Squadriglia caccia basata a Sfax.

##### Campagna d'Italia, Sicilia e Dodecaneso
Il G.50 operò anche in Mediterraneo in missioni di scorta, dal 1941 fino agli ultimi giorni di guerra, partecipando alla copertura della "rotta della morte" con la Tunisia. In effetti il caccia rimase in servizio di prima linea, soprattutto come assaltatore, fino alla fine della guerra, partecipando in massa alle operazioni aeree sopra la testa di ponte anglo-americana in Sicilia a partire dal 25 luglio 1943. In questo contesto subì durissime perdite, sia negli esemplari basati in Sicilia (per abbattimenti da parte della agguerrita caccia avversaria e per il massiccio fuoco contraereo delle navi nemiche), sia in quelli che si portarono in Calabria dove, tra l'altro, subirono pesanti perdite nei bombardamenti degli impianti aeroportuali.
In quel periodo il G.50 era superato sia come caccia che come caccia-bombardiere, ed inadatto (a differenza del Cr 42) alle operazioni notturne, ma veniva utilizzato per crociere di copertura navale sulle rotte verso la Sicilia e la Sardegna, attacco al suolo (con o senza scorta), caccia-assalto, attacco leggero anti nave-contro sbarco e altri compiti di prima linea (per esempio modificato presso i reparti come ricognitore fotografico) sia in Italia che nei Balcani. Subendo perdite piuttosto pesanti, come del resto anche l'M.C. 200. Un pugno di M.C. 202 (per la precisione 6 a Rodi) rinforzava una struttura della Regia Aeronautica che, nel Dodecanneso l'8 settembre 1943 era basata essenzialmente sul binomio C.R.42 e G.50 (circa 20 esemplari) per tutti i compiti di caccia, caccia-bombardamento e assalto. I pochissimi apparecchi che tentarono di resistere alle forze tedesche all'indomani dell'armistizio subirono perdite sia dalla caccia che, soprattutto, nei bombardamenti in picchiata degli aeroporti. Circa 25 G.50 in condizioni di volo furono catturati dai tedeschi nei Balcani (ma potrebbero essersi aggiunti esemplari di altra provenienza), prevalentemente a Rodi e in Albania, dove operavano come intercettori; vennero girati all'aeronautica Croata.

#### Aeronautica Nazionale Repubblicana
Dopo l'armistizio, 4 velivoli ancora in condizioni di volo vennero impiegati dall'Aeronautica Nazionale Repubblicana per l'addestramento alla caccia.

#### Aeronautica Militare
Al termine del conflitto rimase un solo Fiat G50 in servizio con l'Aeronautica Militare Italiana, un biposto per essere precisi. Si trattava di un esemplare in colorazione argentea con le 6 coccarde tricolori nelle posizioni standard adibito a compiti addestrativi presso la scuola di Brindisi.

### Finlandia
Alla fine del 1939, la Finlandia ordinò 35 Fiat G.50 prima dello scoppio della guerra. L'accordo prevedeva che le prime dieci macchine fossero consegnate prima del febbraio 1940. Così il 5 novembre 1939, un gruppo di piloti finlandesi arrivò a Roma per un corso di pilotaggio sul G.50 sull'aeroporto di Guidonia. Seguì un corso di perfezionamento tecnico presso le officine di Fiat Aviazione a Torino. Qui il tenente Tapanj Harmaja, durante un'affondata da 3 500 metri, raggiunse una velocità stimata di 840 km/h, superiore a quella massima prevista dal costruttore. L'aereo riportò lievi danni al tettuccio e alla coda.
All'inizio del gennaio 1940, gli aerei erano pronti ma la Germania, legata ai sovietici dal patto di non aggressione, ne ostacolava il transito. Gli aerei vennero quindi smontati, imballati in cassoni da trasporto e imbarcati su una nave norvegese, la "Braga", nel porto della Spezia, che salpò il 20 gennaio alla volta di Turku, in Finlandia. I primi caccia della Fiat non raggiunsero lo stormo HLeLv 26 dell'aeronautica finlandese (Suomen ilmavoimat), a Utti (poi spostato a Joroinen), prima del febbraio 1940. Di questi due furono perduti durante i voli di trasferimento, il 7 e l'8 febbraio 1940.
Secondo alcune fonti velivoli Fiat non trovarono impiego operativo prima del trattato di pace sovietico-finlandese del 12 marzo 1940, ma il 27 febbraio dello stesso anno, il sottotenente Malmivuo fu il primo pilota finnico a perdere la vita su un G.50, precipitando dopo un combattimento e l'11 marzo 1940, il volontario Diego Manzocchi, dell'unità HLeLv 26, morì quando il suo Fiat G.50 (FA-22) si inabissò durante un atterraggio d'emergenza su un lago ghiacciato.
Inizialmente i piloti finlandesi - a causa soprattutto di problemi dovuti ad errato montaggio e manutenzione - non gradivano molto il caccia della Fiat, a cui preferivano, nell'ordine, l'Hawker Hurricane, il Morane-Saulnier MS.406 e perfino il Brewster F2 Buffalo ma dopo l'intervento di tecnici italiani il rendimento dei G.50 migliorò notevolmente e la prima dimostrazione dell'efficacia dell'aeronautica militare finlandese si ebbe il 25 giugno 1941, proprio grazie all'impiego dei monoplani Fiat. Quel giorno gli aerei italiani dell'unità caccia HLeLv 26 abbatterono 13 bombardieri Tupolev SB su 15. Dopo questo primo exploit i Fiat G.50 vennero utilizzati con maggiore successo fino alla fine della guerra, tanto che dei 177 abbattimenti confermati dallo HLeLv 26, nel periodo tra il 30 novembre 1939 e il 4 settembre 1944, ben 99 erano quelli ottenuti da piloti su G.50, a fronte di 41 perdite complessive subite dall'unità ma relative - oltre che ai G.50 - anche a Bristol Bulldog IIA, Fokker D.XXI, Gloster Gladiator e Brewster B-239. Solo tre Fiat erano andati perduti in combattimento aereo, con un rateo vittorie/perdite di 33/1.
L'asso finlandese del Fiat G.50 fu il tenente Oiva Tuominen con 22 vittorie accreditate ed un record personale di quattro bombardieri russi Tupolev SB-2 abbattuti in 4 minuti.
È da notare come nella prima fase della guerra contro l'Unione Sovietica, la Guerra d'inverno, la Suomen Ilmavoimat raccolse volontari provenienti da diverse nazioni (in particolare Svezia).
Nel 1944 i G.50 vennero definitivamente dismessi dalla HLeLv 26 e passarono al ruolo scuola caccia da dove, specie in ragione del deterioramento della situazione bellico-industriale italiana ed alla conseguente mancanza di parti di ricambio, non sembra abbiano avuto modo di giungere alla fine delle ostilità in condizioni operative.

### Spagna
Gli 11 esemplari già appartenuti all'Aviación Legionaria saranno incorporati nel Grupo de Caza 27 dell'Ejército del Aire, assieme ad alcuni Heinkel He 112 di fabbricazione tedesca. Sotto le insegne dell'Aviazione Legionaria diedero prova delle loro ottime qualità in fatto di velocità - per i tempi - e manovrabilità
L'ultimo esemplare di Freccia risultava operativo ancora all'inizio del 1943.

### Croazia
Nell'ottobre 1941, la Legione Aerea Croata (L.A.H.) richiese all'Italia un quantitativo di materiale militare, che includeva, oltre a carri armati, autoblindo ed artiglieria, anche un certo numero di caccia. Dopo lunghe trattative, l'Italia acconsentì a cedere 10 Fiat G.50, nove monoposto e un biposto addestratore, completi di paracadute, radio, quattro motori di riserva Fiat A./74/RC.38, parti di ricambio e munizioni.
Il 12 giugno, i Fiat decollarono da Torino-Fiat Aviazione diretti in Croazia, ma prima di varcare il confine furono bloccati da un ordine del Capo di Stato Maggiore Ugo Cavallero, che temeva che i piloti croati potessero disertare utilizzando i caccia della Fiat. I G.50 restarono bloccati fino al 25 giugno, prima di essere assegnati alla forza aerea croata.
Gli aerei vennero assegnati allo Jato 16 a Banja Luka I monoplani della Fiat furono utilizzati intensamente, tra il 1942 e il 1945, contro i partigiani iugoslavi, dapprima in Bosnia e in Erzegovina, poi in Serbia, Croazia e Dalmazia. Dopo l'armistizio dell'8 settembre 1943, la Luftwaffe consegnò alla Legione Aerea Croata circa 20-25 Fiat G.50 catturati dai tedeschi sugli aeroporti della Regia Aeronautica nei Balcani. I "Freccia" equipaggiarono due unità da caccia, basate sugli aeroporti di Agram, Banja Luka, Mostar, Zemonico, Bihać e Grobnico. Nel 1944 i G.50 furono trasferiti alla scuola-caccia di Brežice dove restarono fino al 1945, quando vennero catturati dai partigiani titini. Nel dopoguerra, i monoplani della Fiat erano ancora utilizzati dall'aeronautica militare iugoslava, gli ultimi G.50 in servizio operativo al mondo.

### Luftwaffe
La Luftwaffe mostrò un certo interesse per talune versioni del G.50, in particolare per il G.50/B che prestò servizio presso il 7° Nacht Schlacht basato in Croazia.

## Versioni

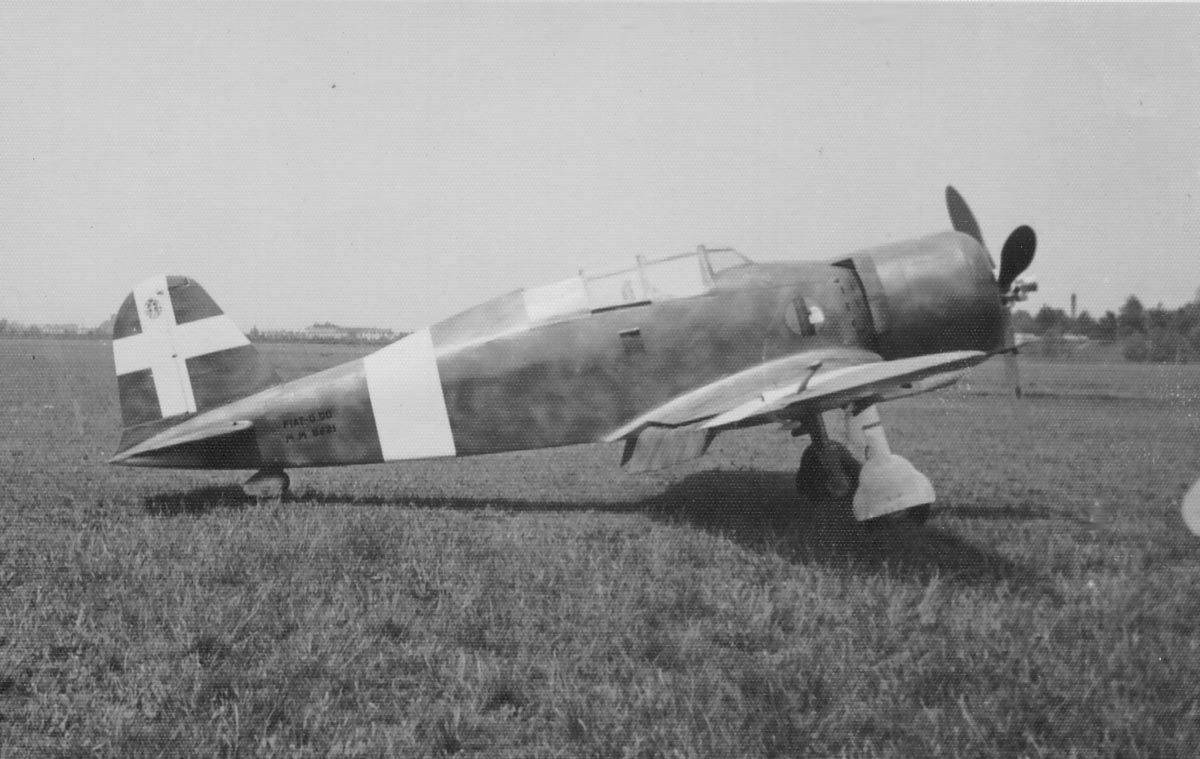
Il CMASA G.50b, variante biposto da addestramento.

- G.50bis: vennero introdotte nuove modifiche a deriva e timone, in aggiunta a quelle già previste dal 46º esemplare di serie. Primo volo 13 settembre 1940. Ne vennero realizzati complessivamente 421 esemplari (344 dalla Fiat e 77 dalla CMASA). Dalla versione bis vennero derivate due ulteriori varianti:
  - G.50bis A: Versione assaltatore. G.50 convertiti in cacciabombardieri con l'installazione di attacchi subalari per un carico fino a 300 kg di bombe.
  - G.50bis A/N: Un prototipo di caccia imbarcato destinato alle portaerei Aquila e Sparviero. Volò per la prima volta il 3 ottobre 1942. L'armamento prevedeva 4 mitragliatrici da 12,7 mm ed una bomba da 250 kg.
- G.50ter: Un prototipo con motore Fiat A.76 RC.40 da 1 000 CV che volò nel giugno 1941 raggiungendo i 530 km/h.

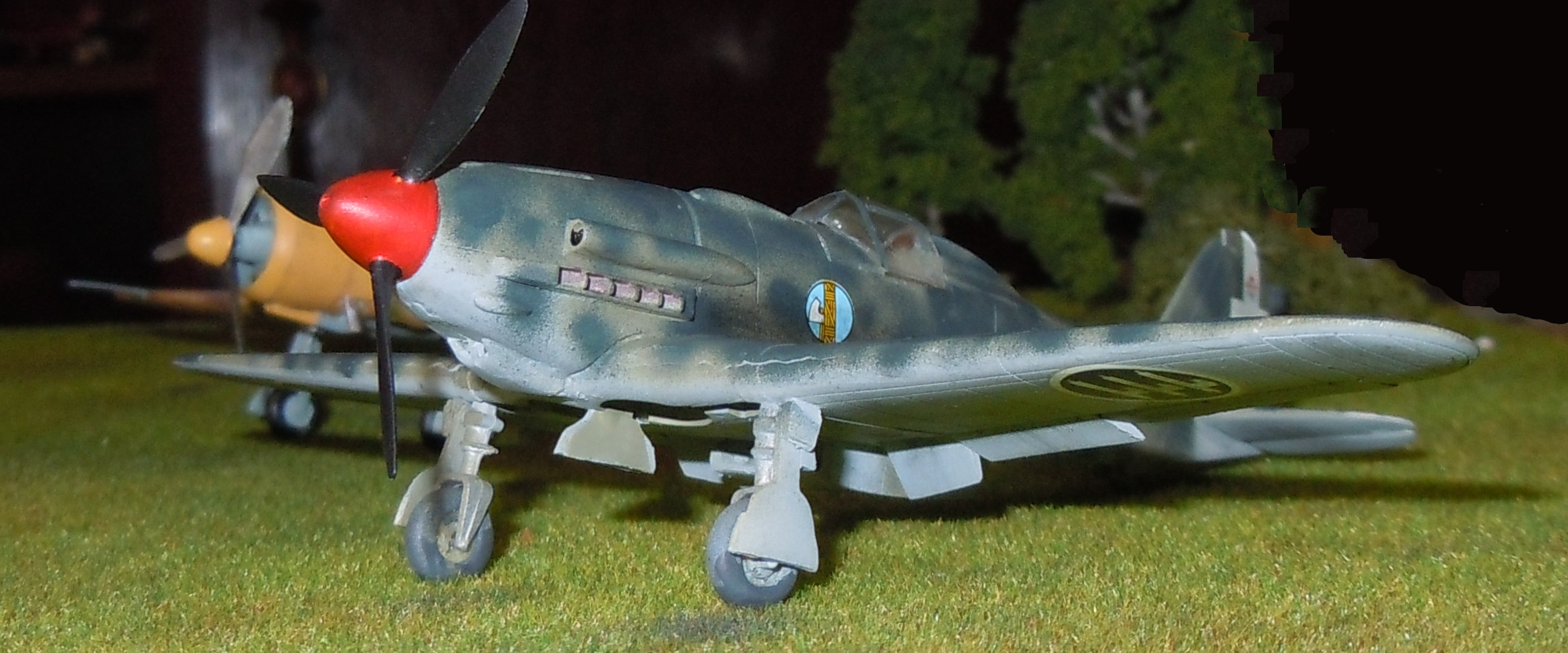
Fiat G.50V

- G.50V: Un prototipo con motore a V Daimler-Benz DB 601. Volò per la prima volta il 25 agosto 1941, raggiungendo i 580 km/h.
- CMASA G.50/B (Bicomando Bc.): Variante a doppio comando da addestramento alla caccia che compì il primo volo il 30 aprile 1940. Ne vennero costruiti 106[7] esemplari tra il 1940 ed il 1943. Particolare era il lungo tettuccio trasparente, aperto superiormente nella sezione posteriore.

## Utilizzatori
Croazia

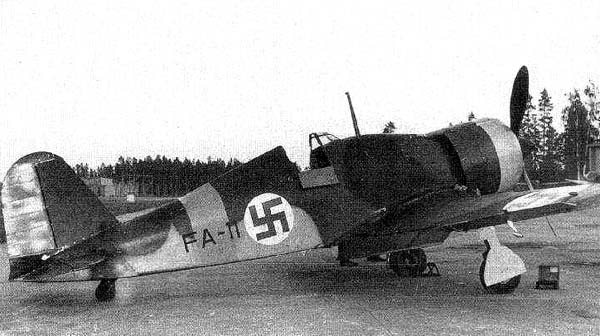
Un G.50 nella livrea della finlandese Suomen ilmavoimat.

- Zrakoplovstvo Nezavisne Države Hrvatske

 Finlandia
- Suomen ilmavoimat

 Italia
- Regia Aeronautica
  - Aviazione Legionaria

 Repubblica Sociale Italiana
- Aeronautica Nazionale Repubblicana

 Spagna
- Ejército del Aire

## Velivoli attualmente esistenti
Attualmente si conosce un solo Fiat G.50 giunto integro fino a nostri giorni. Si tratta di un modello G.50bis biposto, esemplare MM.6182, ridenominato in seguito 3505 dall'aviazione croata. Al 2006 il velivolo è immagazzinato in attesa di restauro presso il Museo dell'Aeronautica di Belgrado.

## Galleria d'immagini

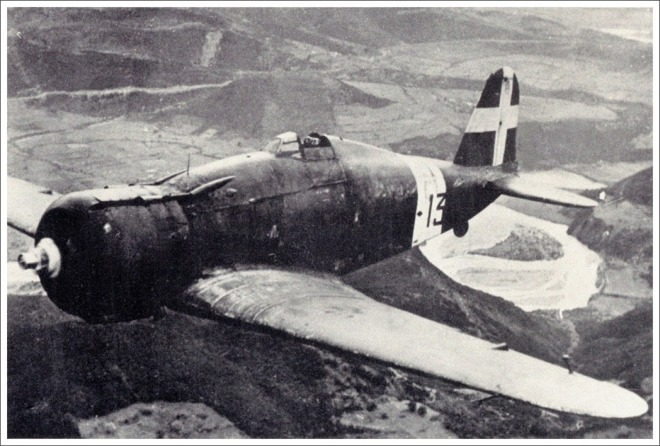
FIAT G.50 in volo solitario
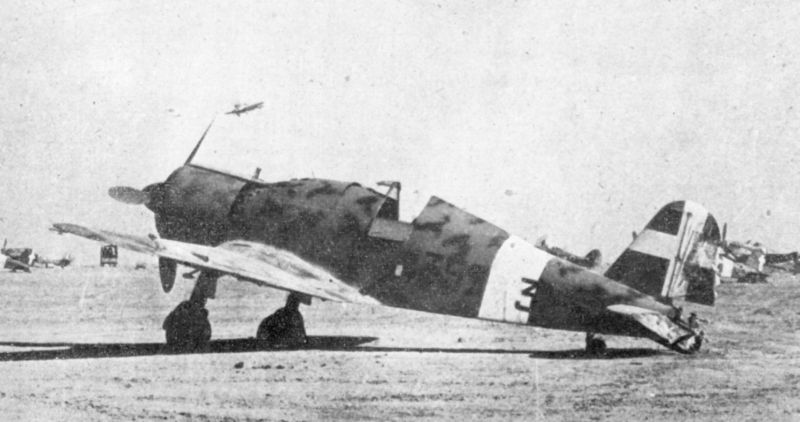
Fiat G.50 catturato dagli inglesi all'aeroporto di Sidi Rezegh, in Libia, nel gennaio del 1941.
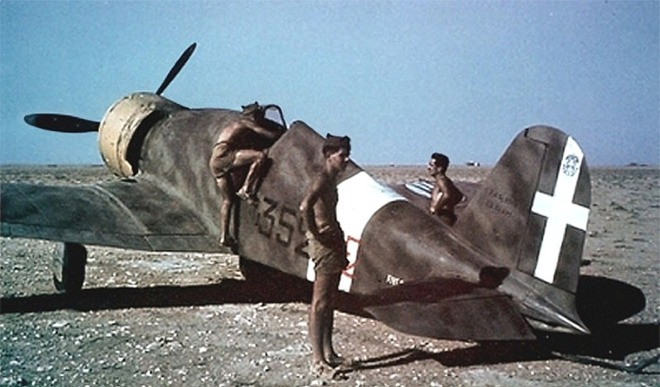
FIAT G.50 bis/AS della 352ª Sq. in sosta
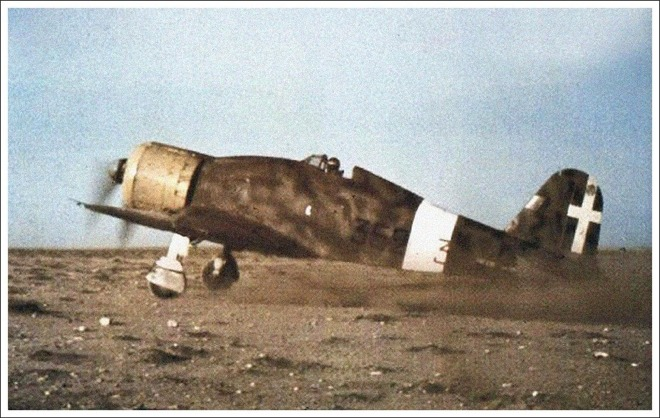
G.50 bis/AS della 352ª Sq in decollo in Cirenaica

### Pubblicazioni
- Bussi, Gianandrea. G.50 alla Finlandia. Aerofan n. 99/2006 e n. 100/2007.
- Gaetani, Michele M., I Fiat G.50 finlandesi in guerra. Storia Militare n. 241/2013.